# 林文代
林 文代（はやし ふみよ、1948年1月4日 - ）は、アメリカ文学者、東京大学総合文化研究科名誉教授。ウィリアム・フォークナー、言語論が専門。
徳島県生まれ。1971年早稲田大学第一文学部英文科卒、1974年東大大学院英文科修士課程修了、1975－1977年米国インディアナ大学博士課程在籍、1980年東大博士課程単位取得満期退学、早大専任講師、1983年助教授、1985年インディアナ大学博士号、1988年東大教養学部助教授、1993年教授。

## 著作
著書
- 『迷宮としてのテクスト フォークナー的エクリチュールへの誘い』（東京大学出版会 2004年）

編著
- 『英米小説の読み方・楽しみ方』（岩波書店 2009年）